# バッファロー・ハンター
バッファロー・ハンターとは、西部開拓時代にアメリカバイソンなどの野生動物を銃で狩ったアメリカの職業ハンター。大群をなす大型草食獣のアメリカバイソンの狩りは豪快で勇壮であったことから、こうした西部の職業ハンターをロマンを込めてバッファローハンターと呼ぶようになった。バッファロー・ビルやワイルド・ビル・ヒコックなどが有名。
ゴールドラッシュや鉄道建設で人口が急増した西部では、たくさん生息した野生動物を手っ取り早く食料にして、増大する食料需要に対応しようとした。金鉱会社や鉄道会社の中にはハンターと契約して従業員の食料を確保する所もあり狩猟は産業化していった。多くの野生動物が西部開拓の犠牲となり乱獲されて生息数が激減し、かって北米大陸に7000万頭いたというアメリカバイソンも19世紀末ころまでに数百頭まで数を減らした。急激な自然破壊は野生動物を蛋白源としていた先住民の社会を圧迫し、白人との間に度重なる紛争を引き起こす原因になった。